# Ховард, Рэнс
Рэнс Ховард (англ. Rance Howard; 17 ноября 1928, Дункан, штат Оклахома, США — 25 ноября 2017, Лос-Анджелес, штат Калифорния, США) — американский актёр и сценарист, отец режиссёра Рона Ховарда и актёра Клинта Ховарда. Снялся более чем в 260 фильмах и сериалах.

## Биография
Рэнс Ховард родился 17 ноября 1928 года в городе Дункан, в Оклахоме. Имя при рождении — Гарольд Рэнс Бекенхольд, сменил имя на Рэнс Ховард, когда решил стать актёром. В 1949 году в городе Бербанк, в штате Калифорния, женился на актрисе Джин Спигл. Окончил Оклахомский университет. Три года служил в Военно-воздушных силах США.

## Карьера
Рэнс Ховард часто снимался в фильмах своего сына Рона, в основном играя второстепенные роли. В шестидесятых появился в пяти эпизодах «Шоу Энди Гриффита».

## Семья
- Этель Клео — мать
- Энгел Бекенхольд — отец
- Джин Спигл Ховард — жена
- Рон Ховард — старший сын
- Клинт Ховард — младший сын
- Брайс Даллас Ховард — внучка

## Избранная фильмография
| Кино | Кино                     | Кино                | Кино |
| Год  | Фильм                    | Роль                |      |
| ---- | ------------------------ | ------------------- | ---- |
| 1977 | Большая автокража        | Нед Слинкер         |      |
| 1986 | Энтузиаст                | майор Конрад        |      |
| 1989 | Предместье               | детектив #2         |      |
| 1993 | Эд и его покойная мамаша | Прэкстон, священник |      |
| 1994 | Эд Вуд                   | «Старик» МакКой     |      |
| 1995 | Аполлон-13               | проповедник         |      |
| 1996 | День независимости       | капеллан            |      |
| 1996 | Сердце тигра             | Джонсон             |      |
| 1998 | Психо                    | Джордж Лоувери      |      |
| 2003 | Кошмар дома на холме     | Чейс Рукер          |      |
| 2008 | Гризли Парк              | Рейнджер Ховард     |      |
| 2009 | Ангелы и демоны          | Кардинал Бэк        |      |
| 2010 | Единожды падший          | Гарри               |      |
| 2011 | Бульвар страха           | Фред Крамб          |      |
| 2013 | Небраска                 | Дядя Рэй            |      |
| 2013 | Одинокий рейнджер        | инженер             |      |